# Răscumpărarea (Star Trek: Generația următoare)
„Răscumpărarea” (titlu original: „Redemption”) este un episod în două părți din al patrulea și al cincilea sezon al serialului TV american științifico-fantastic Star Trek: Generația următoare și al 100-lea  și al 101-lea episod în total. A avut premiera la 17 iunie 1991 și 23 septembrie 1991.
Episodul a fost regizat de Cliff Bole (Partea I) și David Carson (Partea a II-a) după un scenariu de Ronald D. Moore.

## Prezentare
Worf părăsește nava Enterprise pentru a lupta de partea lui Gowron într-un război civil Klingonian.
O flotă de 23 de nave ale Federației blochează trupele de suport oferite de romulani familiei Duras, ceea ce duce la instalarea lui Gowron în postul de cancelar.

## Actori ocazionali
- Robert O'Reilly – Gowron
- Tony Todd – Kurn
- Barbara March – Lursa
- Gwynyth Walsh – B'Etor
- Ben Slack – K'Tal
- Nicholas Kepros – Movar
- JD Cullum – Toral
- Whoopi Goldberg – Guinan
- Tom Ormeny – Klingon First Officer
- Majel Barrett – Computer voice
- Denise Crosby – Sela
- Michael G. Hagerty – Larg
- Fran Bennett – Shanthi
- Colm Meaney – Miles O'Brien
- Timothy Carhart – Christopher Hobson
- Jordan Lund – Kulge
- Stephen James Carver – Hegh'ta helmsman
- Clifton Jones - Bortas helmsman (Part I), Keith Craig (Part II)